# Chavo Guerrero, Sr.
Pour les articles homonymes, voir Chavo Guerrero.
Salvador Chavito Guerrero Llanes III, né le 7 janvier 1949 à El Paso (Texas) et mort le 11 février 2017 à El Paso (Texas), davantage connu sous le nom de Chavo Guerrero, Sr., est un catcheur professionnel américain.
Son père Gory Guerrero fut l'un des plus célèbres lutteurs mexicains de l'histoire. Un de ses frères, Eddie Guerrero, fut l'une des plus grandes vedettes de la WWE alors qu'il performait lui aussi à SmackDown. Ses deux autres frères (Mando et Hector) ont aussi connu le succès dans le milieu mais pas au même niveau que leur père, Eddie et lui-même. Il est le père de Chavo Guerrero Jr..

## Jeunesse
Guerrero Llanes est le fils aîné du catcheur Gory Guerrero (en). Il pratique le judo et fait de la lutte au lycée puis à l'Université du Texas à El Paso.

## Carrière de catcheur
Guerrero commence à travailler comme catcheur dans la fédération de son père à El Paso. Il se fait alors appeler Gory Guerrero, Jr. puis décide de lutter sous le nom de Chavo Guerrero.

## Palmarès
- All Japan Pro Wrestling
  - 1 fois NWA International Junior Heavyweight Champion[3]

- Atlantic Coast Championship Wrestling
  - 2 fois ACCW Heavyweight Champion

- Championship Wrestling from Florida
  - 1 fois NWA Florida United States Tag Team Champion avec Hector Guerrero 1984[4]

- Eastern Wrestling Federation
  - 2 fois EWF Heavyweight Champion

- Empire Wrestling Federation
  - 1 fois EWF Heavyweight Champion[5]

- Hollywood Heavyweight Wrestling
  - 1 fois HHW Heavyweight Champion

- International Wrestling Federation
  - 1 fois IWF Heavyweight Champion

- NWA Hollywood Wrestling
  - 15 fois NWA Americas Heavyweight Champion[6]
  - 11 fois NWA Americas Tag Team Champion avec Raul Mata (2), John Tolos (1), Gory Guerrero (1), Butcher Vachon (1), Victor Rivera (1), The Canadian (1), Hector Guerrero (1), El Halcon (1), Black Gordman (1) et Al Madril (1)[7]
  - 2 fois NWA World Light Heavyweight Champion[8]

- New Japan Pro Wrestling
  - 2 fois NWA International Junior Heavyweight Champion[3]

- Pro Wrestling Illustrated
  - Classé 130e au classement des 500 meilleurs catcheurs au PWI Years en 2003

- Southwest Championship Wrestling / Texas All-Star Wrestling
  - 1 fois SCW Southwest Junior Heavyweight Champion[9]
  - 1 fois SCW World Tag Team Champion avec Manny Fernandez[10]
  - 1 fois TASW Heavyweight Champion[11]
  - 2 fois Texas All-Star USA Tag Team Champion avec Al Madril (1) et lui-même (1)[12]

- World Wrestling Association (Mexique)
  - 1 fois WWA World Trios Champion avec Mando et Eddie Guerrero en 1989[13]

- World Wrestling Association (Los Angeles)
  - 2 fois NWA Americas Tag Team Champion avec Gory Guerrero en 1976 (1), avec Hector en 1978 (1)[14]

- World Wrestling Entertainment
  - 1 fois Cruiserweight Champion[15]

- Wrestling Observer Newsletter awards
  - Meilleur mouvement de catch pour son Moonsault block en 1986